# Marix Loevensohn

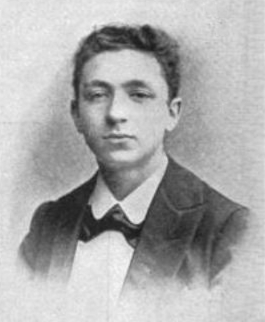
Marix Loevensohn (1896)

Salomon Marix Loevensohn (* 30. März 1880 in Kortrijk; † 24. April 1943 in Montauban, Region Okzitanien, Frankreich) war ein belgischer Cellist und Musikpädagoge.

## Leben
Loevensohn war Schüler von Eduard Jacobs. Er schloss 1894 sein Studium am Königlichen Konservatorium Brüssel cum laude ab. Im gleichen Jahr debütierte er in der Londoner Queen’s Hall unter der Leitung des Dirigenten Arthur Nikisch. Er unternahm dann mehrere Konzertreisen und trat u. a. 1896 im Concertgebouw auf. Daneben war er als Kammermusiker Mitglied mehrerer Streichquartette, u. a. des Quartetts von Eugène Ysaÿe.
Ab 1902 unterrichtete er Cello an einer Musikschule in Marseille. 1907 ging er nach Berlin und wurde Professor am Klindworth-Scharwenka-Konservatorium und bald darauf auch am Stern’schen Konservatorium. 1914 wurde er zum Militärdienst in Belgien einberufen, wurde aber von der niederländischen Regierung freigekauft. Im Folgejahr wurde er Nachfolger von Gérard Hekking als Solocellist des Concertgebouw-Orchesters. Von 1920 bis 1932 unterrichtete er am Brüsseler Konservatorium, außerdem auch am Rotterdams Conservatorium. Mit Louis Zimmermann und Jaap Spaanderman gründete er 1928 das Concertgebouw Trio, mit dem 1930 Aufnahmen beim Label Odeon entstanden. 1936 verabschiedete er sich vom Concertgebouw-Orchester mit drei Aufführungen von Willem Pijpers Cellokonzert und Richard Strauss’ Don Quixote. Sein Nachfolger wurde Henk van Wezel.
Albert Roussel widmete Loevensohn sein Konzert für Cello und Orchester. Pijper schrieb für ihn eine Sonate für Cello und Klavier, Henriëtte Bosmans ein Poème für Cello und Orchester. Loevensohn war in erster Ehe mit der Pianistin und Komponistin Flora Joutard, der Schwester von Pauline Joutard verheiratet. Unter seinen Schülern sind Alfred Bauwens, Samuel Brill und Béla Czuka zu nennen.